# Cees Lute
Cees Lute (Castricum, 22 de març de 1939 - Alkmaar, 9 d'octubre de 2022) va ser un ciclista neerlandès, que fou professional entre 1961 i 1968. En el seu palmarès destaca una victòria d'etapa al Giro d'Itàlia de 1964. El 1967 fou segon a l'Amstel Gold Race.
El 1968, amb 28 anys, hagué de posar punt-i-final a la seva carrera esportiva per culpa d'un accident que li provocà una trombosi a la cama esquerra.

## Palmarès
- 1959
  - 1r a la Ronde van Gendringen
- 1960
  - 1r a la Ronde van Gendringen
  - 1r a l'Omloop der Kempen
  - Vencedor d'una etapa de l'Olympia's Tour
- 1961
  - 1r a la Ronde van Gendringen
  - Vencedor d'una etapa de l'Olympia's Tour
- 1962
  - 1r a l'Omloop der Kempen
- 1964
  - 1r al Tour de Picardia
  - 1r a la Ronde van Kruiningen
  - 1r a la Ronde van Ulvenhout
  - Vencedor d'una etapa del Giro d'Itàlia
- 1965
  - 1r a Acht van Chaam
  - 1r a la Ronde van Kortenhoef
  - Vencedor d'una etapa dels Quatre dies de Dunkerque
- 1967
  - Vencedor d'una etapa al Giro de Sardenya

### Resultats al Tour de França
- 1965. 67è de la classificació general

### Resultats al Giro d'Itàlia
- 1964. 41è de la classificació general. Vencedor d'una etapa
- 1967. Abandona

### Resultats a la Volta a Espanya
- 1967. Abandona (5a etapa)